# Frankföld uralkodóinak listája

Frankföld címere

Frankföld a középkori Németország egyik tartománya volt. A korai időszakokban a Konrád-ház uralta, majd annak kihalása után a Száli-ház, majd a Hohenstaufok tették rá a kezüket, végül a területet felosztották és Aachenhez, valamint Bajorországhoz csatolták.
| Frankföldi Hercegség                                                                         |           | |
| Konrád                                                                                       | 906–911   | német királlyá választották. |
| III. Eberhard                                                                                | 911–939   | Halálával a hercegség Nagy Ottó császár kezébe került.                                                                                                |
| Rajnai Frankföld (Speyer és Worms grófjai, akik néha Frankföld grófjainak nevezték magukat). |           | |
| Vörös Konrád                                                                                 | 935–955   | Lotaringia hercege. |
| Wormsi Ottó                                                                                  | 955–1004  | |
| Idősebb Konrád                                                                               | 1004–1011 | |
| II. Konrád                                                                                   | 1011–1039 | |
| Ifjabb Konrád                                                                                | 1011–1039 | német-római császár is. |
| I. Henrik                                                                                    | 1039–1056 | német-római császár is. |
| II. Henrik                                                                                   | 1056–1076 | német-római császár is. |
| IV. Konrád                                                                                   | 1076–1088 | 1093 után a Száli-ház hűbérbirtokként elajándékozta a területet Aachen urának.                                                                        |
| Keleti-Frankföld (másként Rothenburgi Hercegség).                                            |           | |
| I. Frigyes                                                                                   | 1079–1105 | |
| Közvetlen császári uralom                                                                    | 1105–1116 | |
| I. Konrád                                                                                    | 1116–1152 | német-római császár is. |
| II. Frigyes                                                                                  | 1152–1167 | |
| V. Frigyes                                                                                   | 1167–1169 | |
| VI. Frigyes                                                                                  | 1169–1188 | |
| II. Konrád                                                                                   | 1188–1196 | A hatalmat halála után a würzburgi püspök gyakorolta, egészen addig, amíg I. Napóleon francia császár be nem olvasztotta a hercegséget Bajorországba. |